# Hmong Vron
Hmong Vron (Dugorogi Mjao ili Long Horn Miao; Qing Miao, ili Šumski Mjao), narod iz skupine Mjao, porodice Mjao-Jao, naseljen u dvanaest sela u distriktu Suoga, blizu Luzhija na zapadu provincije Guizhou u Kini. 
Dugorogi Mjao koji su svoje ime dobili dugim drvenim rogovima koji su sastavni dio ženskog ukrasa za glavu, ne smiju se brkati s drugom Hmong skupinom, koji također nose rogove a žive blizu Bijie. Ova druga skupina naziva se Rogati Mjao ili Horned Miao a Kinezi ih zovu Jiaojiao Miao.
Dugorogi Mjao kroz povijest su stoljećima živjeli u strašnom siromaštvu, zaduženi od rođenja do smrti kod zemljoposjednika, od kojih nisu mogli pobjeći. Takvo stanje uočeno je 1934. Mnogi su prodavali svoju djecu, ako bi ih netko htio kupiti. U prošlosti je svako selo imalo šamana. Danas su animisti koji žive u konstantnom strahu od zlih duhova. 
Sa skupinom Rogati Mjao koji žive nešto boljim životom, zbog jezične barijere imaju malo kontakta.